# InfoBee/iS
InfoBee/iS（インフォビーアイエス）は、NTTヒューマンインタフェース研究所で開発された全文検索エンジンInfoBeeをもとに、NTTアイティによって開発・販売されている全文検索エンジンである。NTT研究所にて開発された形態素解析技術を用いて転置インデックスを作成し、高速・高精度な検索を行うことができる。

## 経緯
- 1996年 - NTT関連各社で全文検索エンジンInfoBeeの導入を開始
- 2005年 - 大規模コンテンツ対応の分散型エンジンとしてInfoBee/iSを開発
- 2007年 - 社内文書対応の検索エンジンとしてInfoBee/EXを開発、サムネイル作成エンジンShotBeeを開発
- 2008年 - InfoBee/iSのサイト内検索ASPサービス開始

## 特徴
InfoBee/iSサイト内検索ASPサービスの特徴は以下の通り。
- ページフルのサムネイル表示
  - 検索結果画面にページ全体のサムネイル画像が表示され、マウス操作でスクロールさせることができる。
  - 管理画面からサムネイルのキャプチャ幅や、キャプチャ時の待機時間などがチューニングできる。
- じぶんde広告
  - 検索結果のページ単位でコンテンツ連動型広告を指定することができる。
  - テキスト修飾、画像、動画などを活用したマルチメディア広告も作成できる。
- おすすめ順
  - 管理者が見せたいページを検索結果の上位へランキングさせることができる。
- 検索連動型広告
  - 検索語に関連する広告を検索結果画面に表示することができる。
- あいまい検索
  - カタカナ表記の外来語など同音語・同義語の綴り違いを補正して検索することができる。
  - ユーザ辞書を作成して、サイトに応じた固有名詞を登録することもできる。
- ログ分析
  - キーワードランキング - 使用回数の多い検索語を使用回数とともにランキング表示する。
  - クリックランキング - 検索結果からクリックして閲覧されたページを、クリック回数とともにランキング表示する。
  - コンテンツホール - 使用回数の多い検索語の中で、その該当件数が極端に少ないものを、検索語とそのヒット率でランキング表示する。
  - 検索回数 - 検索利用回数を一定のブロック（時、日、月）ごとに集計したグラフを表示する。

## 利用している企業サイト
以下の企業サイトで利用されている。
- NTTエレクトロニクス株式会社
- NTTコムウェア株式会社